# Aleuroplatus stellatus
Aleuroplatus stellatus là một loài côn trùng cánh nửa trong họ Aleyrodidae, phân họ Aleyrodinae.
Aleuroplatus stellatus được Hempel miêu tả khoa học đầu tiên năm 1922.